# 西頭站
西頭站（韓語：서두역）是朝鮮民主主義人民共和國两江道白岩郡西頭里的一個鐵路車站，属于白茂线。

## 邻近车站
白茂线
山羊台站 - 西頭站 - 延坪站